# Cerkiew św. Aleksandra Newskiego w Haapsalu
Cerkiew św. Aleksandra Newskiego – prawosławna cerkiew w Haapsalu, w jurysdykcji eparchii tallińskiej Estońskiego Kościoła Prawosławnego Patriarchatu Moskiewskiego.

## Historia
Cerkiew została zbudowana w 1896 r. w obrębie cmentarza prawosławnego, jako kaplica (czasownia) służąca do odprawiania nabożeństw pogrzebowych i w intencji zmarłych. Pełniła funkcje pomocnicze względem parafialnej cerkwi św. Marii Magdaleny w Haapsalu. Jej konsekracja miała miejsce 6 lipca 1897 r. Już w latach 1899–1900 obiekt sakralny rozbudowano, by pomieścił pomieszczenie ołtarzowe i ikonostas. Projekt rozbudowy przygotował architekt Krasowski.
W latach 50. XX wieku, gdy proboszczem parafii w Haapsalu był ks. Wiaczesław Jakobs, późniejszy metropolita estoński Korneliusz, w cerkwi zamontowano oświetlenie oraz piec. W kolejnej dekadzie, na fali ogólnokrajowej polityki zamykania cerkwi, władze radzieckie nakazały parafii prawosławnej w Haapsalu korzystać odtąd tylko z głównej świątyni św. Marii Magdaleny. Dwa lata po wydaniu tej decyzji, tj. w 1964 r., decyzję tę zmieniono – zamknięto większą cerkiew św. Marii Magdaleny, zaś cerkiew św. Aleksandra Newskiego pierwszy raz w swojej historii stała się świątynią parafialną.
W 1994 r. prawosławni w Haapsalu podzielili się na zwolenników dalszej przynależności do Patriarchatu Moskiewskiego (i jego autonomicznej administratury, jaką jest Estoński Kościół Prawosławny) i przejścia w jurysdykcję patriarchy Konstantynopola (do Estońskiego Apostolskiego Kościoła Prawosławnego). Ostatecznie zwolennicy Cerkwi rosyjskiej utworzyli parafię przy cerkwi św. Aleksandra Newskiego, podczas gdy przy obszerniejszej cerkwi św. Marii Magdaleny powstała parafia Estońskiego Apostolskiego Kościoła Prawosławnego.

## Architektura
We wnętrzu cerkwi znajduje się dwurzędowy ikonostas.